# Чабанов Дмитро Анатолійович
Дмитро́ Анато́лійович Чабанов (нар. 22 вересня 1982 — пом. 4 липня 2014) — старший солдат 93-ї окремої механізованої бригади Збройних сил України, учасник російсько-української війни.

## Життєпис
Народився 22 вересня 1982 року в місті Овруч Житомирської області в сім'ї військовослужбовця. У 1980-х роках мешкав у Монголії, з 1990 року — у місті Бердянськ Запорізької області. Навчався в загальноосвітніх школах № 4 та № 2 міста Бердянська. У 1999 році закінчив загальноосвітню школу № 2 міста Бердянська, у 2005 році — Східноукраїнський національний університет імені Володимира Даля (місто Луганськ) за спеціальністю «Економічна кібернетика».
На початку 2000-х років проходив строкову військову службу у Військово-повітряних силах Збройних Сил України.
Мешкав у місті Дніпропетровськ (нині — Дніпро). Працював в Акціонерному банку «Експрес-Банк».
Був мобілізований у квітні 2014 року. Старший солдат, снайпер 2-го взводу 6-ї роти 93-ї окремої механізованої бригади.
4 липня 2014 року загинув під час нічної танкової атаки бойовиків на блокпост № 10, біля села Новоселівка Перша, на повороті на Уманське, у Ясинуватському районі Донецької області. Бійці 93-ї бригади зайняли оборону і прийняли бій. Внаслідок терористичного нападу загинули 7 захисників — підполковник Володимир Мамадалієв, молодший сержант Олексій Заїка, старші солдати Андрій Крилов, Руслан Рущак, Олександр Савенков, Дмитро Чабанов та Дмитро Шевченко, ще 6 дістали поранень.
Вдома лишились удова та донька 2009 року народження.
Похований на Краснопільському кладовищі міста Дніпропетровськ (нині — Дніпро).

## Нагороди та вшанування
- 2 серпня 2014 року — за особисту мужність і героїзм, виявлені у захисті державного суверенітету та територіальної цілісності України, вірність військовій присязі під час російсько-української війни, відзначений — нагороджений орденом «За мужність» III ступеня (посмертно).
- орденом «За заслуги перед Запорізьким краєм» ІІІ ступеня, посмертно (розпорядження голови Запорізької обласної ради від 21.09.2017 № 350-н)[1].

Меморіальна дошка у Бердянську.

- 12 жовтня 2016 року на будівлі загальноосвітньої школи № 2 міста Бердянська встановлено меморіальну дошку[2].
- у Запоріжжі встановили дошку з іменами полеглих військовослужбовців 93-ї бригади на одному з будинків, що розташований на вулиці, названій на їх честь — «Героїв 93-ї бригади» [Архівовано 2 лютого 2022 у Wayback Machine.].
- На місці знищеного українського блокпоста біля смт Новоселівка встановлено пам'ятний хрест.